# الدوري المالطي الممتاز 2008–09
الدوري المالطي الممتاز 2008–09 (بالإنجليزية: 2008–09 Maltese Premier League)‏ هو موسم من الدوري المالطي الممتاز. كان عدد الأندية المشاركة فيه 10، وفاز فيه نادي هيبرنيانز.